# 江油市太白中学
四川省江油市太白中学，是四川省江油市的普通公办高中，其前身是1970年成立的长钢四中，位于江油市武都镇。太白中学现有教职工两百余人，六十余个教学班，在校学生近四千人。

## 历史
- 1970年，冶金工业部长城钢厂第四子弟校创立，设有小学部和中学部，为太白中学前身。
- 1985年，学校开始筹建高中部。
- 1993年，小学部从学校分离，中学部更名为“长城特殊钢公司第四中学校”。小学部更名为“长城特殊钢公司第四小学校”（现太白小学）。
- 2001年，学校正式从长钢集团公司剥离，划归江油市政府管理。
- 2002年，学校经江油市政府批准更名为“四川省江油市太白中学”。[2]

## 硬件设施
学校占地53亩，建筑面积29300平方米。太白中学建成了多媒体交互式校园教学网系统，同时每个教室配置电视与标准广播系统。该校拥有网络教室，多媒体教室，教学实验室，语音室，演播室，电子备课室等功能室。江油中学的图书馆藏书3万余册，另有电子图书库图书资料3万余册。

## 办学情况
太白中学是江油市三所公办普通高中之一。在升学率上，太白中学不及江油一中与江油中学，亦有更低的录取分数。同时，太白中学也会进行补习班招生。

## 评价

### 积极
有观点认为，太白中学近年进步显著，亦在管理方面有所加强，为江油市成绩中下的中学生提供了一个较好的高中学习平台。

### 消极
太白中学日益严重的补课问题引起了多方的批评。太白中学也存在恶性争夺生源的行为。